# Kithaab
Kithaab, auch Kitab (Malayalam കിത്താബ്, von arabisch كتاب, DMG kitāb ‚Buch‘), ist ein Theaterstück in Malayalam, das ein junges Mädchens porträtiert, welches davon träumt, den Adhān (vaang) durchzuführen, den islamischen Gebetsruf, den normalerweise ein männlicher Muezzin (mukri) rezitiert. Die junge Frau hinterfragt die Unterwerfung von Frauen in ihrer Gemeinschaft und rebelliert gegen Gemeinschaftsnormen, indem sie mit ihren Freunden tanzt, Speisen, die ihr verweigert werden, stiehlt und das Recht fordert, den Adhān zu rufen.
Das Stück wurde vom Drehbuchautoren Rafeeq Mangalassery geschrieben. Es wurde im November 2018 im indischen Bundesstaat Kerala aufgeführt, zu einer Zeit, als die Frauenrechtsbewegung Gestalt annahm und das Recht auf Gottesdienst im Sabarimala-Tempel forderte: für das Recht muslimischer Frauen, an religiösen Ritualen teilzunehmen und für die Gleichstellung der Geschlechter im religiösen Raum, einschließlich der Ernennung von Frauen zu Imamen, und der Teilnahme und Leitung von Gebeten in Moscheen.

## Entstehung
Rafeeq Mangalassery sagt, dass sein Drama Kithaab nicht direkt auf der Kurzgeschichte Vaanku von Unni R. (Jayachandran Parameswaran Nair) basiere, sondern eine unabhängige Adaption sei, obwohl es von Unni R.s Geschichte inspiriert wurde.
Allerdings distanziert sich Unni R. von Mangalasserys Drama und sagte, es sei nicht im Einklang mit seinen Ideen und es fehle dem Stück an geistigem Wert. Malayalam-Regisseur V. K. Prakash adaptierte unabhängig davon Unni R.s Geschichte Vaanku für den 2021 erschienenen gleichnamigen Film.

## Handlung
Ein muslimisches Mädchen möchte – wie der Vater – ein Muezzin werden und den Adhān rufen. Sie stiehlt den  Fischbraten, den ihre Mutter für die Männer im Haus gekocht hat, und sagt, dass dies moralisch nicht falsch sei, denn Padachon (Gott) würde verstehen, dass Mädchen nicht genug Nahrung bekommen. Ihr Vater beschimpft sie darauf und sagt ihr, dass Frauen nur die Hälfte von allem bekommen sollten, was Männer bekämen. Dazu fragt das Mädchen verschmitzt, warum Frauen dann nicht nur die Hälfte der Kleidung tragen sollten, die Männer tragen.
Inmitten dieser Auseinandersetzung äußert die Tochter den Wunsch, den Adhān zu rufen. Ihr Vater beantwortet alle ihre Fragen mit Bezug auf ein großes Buch (kithaab) und sperrt sie ein, damit sie nicht wieder in einem Schultheaterstück auftreten kann. Er sagt ihr, dass sie nicht in den Himmel kommen wird, wenn sie weiterhin solche Dinge tut.
„Wenn mir der Eintritt in den Himmel verwehrt würde, weil ich singe und tanze, dann will ich nicht in diesen Himmel“, ist ihre Antwort. Der Vater ist sogar bereit, seine Tochter zu töten, wenn sie trotz seiner Wünsche beim Schultheaterstück auftritt. Als ihre Mutter ihn daran erinnert, dass er nicht nur der Muezzin, sondern auch ein Vater ist, erlaubt er ihr, den Adhān zu rufen, und das Drama endet damit, dass das Mädchen den Adhān ruft und alle anderen beten.

## Kontroverse
Die Memunda Higher Secondary School im ländlichen Kozhikode inszenierte ein Drama für den Interschulwettbewerb auf Distriktebene in Vadakara, das Preise für das beste Drama und die beste Schauspielerin auf Distriktebene erhielt und den Interschulwettbewerb auf Staatsebene in Kerala fortsetzen sollte. Kithaab porträtiert die soziale Diskriminierung von Frauen in verschiedenen Bereichen der traditionellen muslimischen Familie. Viele Themen wie die Diskriminierung von Mädchen bei der Versorgung mit Lebensmitteln, schlechte Bildung und die Praxis der Polygamie werden diskutiert. Da sich das Drama mit Geschlechtergerechtigkeit im Kontext des Islam befasst, wurde es abgelehnt, und die Teilnahme der Memunda Higher Secondary School an der Fertigstellung wurde erfolgreich blockiert durch religionspolitische Orthodoxe und Konservative, die sich auf Glaubensfragen berufen. Das Stück löste eine Diskussion über Geschlechtergerechtigkeit und religiöse Intoleranz aus. Das Drama wurde separat und zu einem späteren Zeitpunkt aufgeführt.
In der Folge wurde auf der Bühne von Malyalam auch ein Gegenstück zu dem Theaterstück namens Kithabile Koora aufgeführt, mit einer weiblichen Figur, die die Religionsfreiheit anstrebt. Einer der Aktivisten des Malayalam-Theaters, Abbas Kalathode, der auch nicht vom Gegenstück begeistert war, kritisierte Kithaab von Mangalassery, weil er eine Reihe der jüngsten tiefgreifenden Veränderungen in der muslimischen Gemeinschaft nicht in Betracht gezogen habe. „Einen Mukri als Bösewicht in der Gemeinschaft darzustellen, ist eine Untertreibung, weil unter den Muslimen andere Bösewichte aufgetaucht sind“, fügte er hinzu. Mangalassery war anderer Meinung und antwortete: „Es ist nicht richtig zu sagen, dass die muslimische Gemeinschaft einen stetigen Fortschritt im gesellschaftlichen Leben verzeichnet hat. Es könnte Veränderungen unter den Muslimen wie auch in anderen Gemeinschaften geben. Aber auch regressive Kräfte haben begonnen zu dominieren. Parda als Kleidung einer unbedeutenden Minderheit in Kerala ist heute zur Identität muslimischer Frauen geworden. Ich weiß, dass Mukri nur ein Angestellter in der Moschee ist, aber er repräsentiert den Klerus, dessen schraubstockartiger Einfluss sich unter den Muslimen verstärkt hat. Das Stück endet mit der Eröffnung neuer Perspektiven für die Gemeinschaft.“ „Hier ist der Hintergrund der einer muslimischen Familie und daher erzählt er das muslimische Leben. Es wird nicht versucht, eine bestimmte Religion zu beleidigen“, so Mangalassery.
Aktivisten und Schriftsteller, darunter K. Satchidanandan und S. Hareesh, sprachen sich beim Staatsfest gegen den Ausschluss Kithaabs aus. In einer gemeinsamen Erklärung verurteilten sie die Einmischung religiöser Organisationen in die reformatorischen Werte der Renaissance und die Meinungsfreiheit. Der Kameramann Prathap Joseph führte eine Kampagne in den sozialen Medien durch, in der er vorbringt, dass der Rückzug des Stücks eine „Bedrohung für die Werte der Renaissance und die Meinungsfreiheit“ darstelle.
Aktivisten und Schriftsteller, darunter K. Satchidanandan und S. Hareesh, sprachen sich beim State Festival gegen den Ausschluss Kithaabs aus. In einer gemeinsamen Erklärung verurteilten sie die Einmischung religiöser Organisationen in die reformierenden Werte der Kerala-Reformationsbewegung und die Meinungsfreiheit. Der Filmemacher Prathap Joseph führte eine Kampagne in den sozialen Medien durch, in der er behauptete, dass die Rücknahme des Stücks eine „Bedrohung für die Werte der Renaissance und die Meinungsfreiheit“ darstelle.
Die Dramatikerin A. Santha Kumar schrieb über Facebook, dass "die Schule ihre Hände gewaschen hat, indem sie das Stück zurückgezogen und sich dem Diktat der religiösen Führer unterworfen hat. Sie beanstandet, dass dadurch auch die Autorin des Stücks isoliert wurde. Kumar fragte, warum diejenigen, die viel über „Werte der Renaissance“ sprechen, über die Isolierung von Mangalassery durch den „Minderheiten-Fundamentalismus“ schweigen.

## Rafeeq Mangalassery
Rafeeq Mangalassery ist ein Drehbuchautor und Regisseur der Malayalam-Sprache aus Chettippadi (Malappuram Kerala) in Indien. Ihr Drama Annaperuna zeigt die Verschwendung von Nahrung, während viele andere hungern. Sie war auch die Regisseurin von Kottem Kareem.
Er hat den Kerala Sahitya Akademi Award für das Drama Jinnu Krishnan 2013 gewonnen  sowie den Kerala Sangeetha Nataka Akademi Preis für das beste Skript zu Iratta Jeevithangaliloode (Through the Twin Lives). Sie ist eine wichtige Akteurin im Kindertheater.